# Blajan
 Blajan  là một xã thuộc tỉnh Haute-Garonne trong vùng Occitanie ở tây nam nước Pháp. Xã nằm ở khu vực có độ cao trung bình 360 mét trên mực nước biển.
Sông Gesse tạo phần lớn ranh giới tây bắc thị trấn.